# Mistrovství světa v krasobruslení
Mistrovství světa v krasobruslení je každoročně pořádaná soutěž v krasobruslení o titul Mistra světa ve čtyřech kategoriích. Dvou z nich se účastní jednotlivci muži a ženy, dalších dvou páry – sportovní dvojice a taneční dvojice (tance na ledě). Šampionáty jsou pořádány Mezinárodní bruslařskou unií (ISU). Soutěž se zpravidla uskutečňuje v březnu.

## Historie
V roce 1895 byl přijat návrh pořádat mistrovství světa v krasobruslení. První mistrovství světa uspořádala Mezinárodní bruslařská unie v únoru 1896 v ruském Petrohradu a soutěžili zde jen 4 sportovci.
Až do roku 1906 byla mistrovství světa chápána pouze jako mužská soutěž, protože i samotné krasobruslení bylo zpočátku považováno za mužský sport. Každopádně neexistovalo žádné oficiální pravidlo týkající se pohlaví soutěžících. Tak se stalo, že v roce 1902 se soutěže zúčastnila Florence Madeline Syersová a vyhrála stříbrnou medaili. Proto se na kongresu ISU v roce 1903 projednávala problematika pohlaví, ale nebylo přijato žádné nové pravidlo. Až kongres v roce 1905 založil soutěž žen jako událost druhé třídy - označovala se jako „šampionát ISU“, zatímco mužská soutěž byla „mistrovstvím světa“ (vítězky měly být označeny jako „ISU šampionky“, ne titulem „mistryně světa“). Mužská a ženská soutěž se měly konat odděleně. První soutěž žen se konala v roce 1906 v Davosu.
Soutěž sportovních dvojic se poprvé konala v Petrohradu v roce 1908, i když v některých zemích byly přesto nadále soutěže párů nezákonné a považovány za neslušné. Jednou z takových zemí bylo i Japonsko. I soutěž sportovních dvojic byla označována (podobně jako soutěž žen) jako „šampionát ISU“. Až v roce 1924 jim byl přiznán status Mistrovství světa.
Během prvních let krasobruslařských soutěží platilo, že soutěž rozhodovali většinou rozhodčí z hostitelské země. Na mistrovství světa žen v roce 1927, které se konalo v norském Oslu, byli tři z pěti rozhodčích Norové. Tři norští rozhodčí přisoudili prvenství Norce Sonji Henieové, i když rakouský a německý rozhodčí na první místo umístili obhájkyni titulu Hermu Szabóovou. Kontroverzní vítězství Henieové způsobilo, že ISU přijala pravidlo povolující ne více než jednoho zástupce ze stejné země v panelu rozhodčích.
Poprvé se společně všechny tři soutěže (mužská, ženská i soutěž sportovních dvojic) konaly v rámci jedné akce na Mistrovství světa 1930 v New Yorku. Také to bylo první mistrovství, které se konalo mimo území Evropy.
Soutěž tanečních párů se stala součástí programu mistrovství světa v roce 1952. V roce 1960 omezila Mezinárodní bruslařská unie maximální počet reprezentantů jedné země na tři v každé disciplíně. Tzv. povinné figury byly na soutěžích mistrovství světa zrušeny v roce 1991 a tzv. 6.0 systém se používal v rozhodování do roku 2004. Nový tzv. ISU rozhodčí systém se začal používat od Mistrovství světa 2005.
Dlouhodobým problémem mistrovství světa se ukázalo jejich načasování. V letech, kdy se konají zimní olympijské hry se mistrovství světa konala krátce po olympijské soutěži. A proto se konají až v březnu.
Světové šampionáty v krasobruslení se nekonaly od roku 1915 do 1921 a od roku 1940 do 1946, kvůli První a Druhé světové válce a taky v roce 1961, kdy spadlo letadlo letu Sabena 548 s americkým krasobruslařským týmem. V roce 2011 se původně mluvilo o tom, že šampionát, který se měl konat v Tokiu, se zruší kvůli zemětřesení a tsunami v Japonsku, ale šampionát byl raději přesunut do Moskvy.

## Přehled světových šampionátů
| Mistrovství světa v krasobruslení | Mistrovství světa v krasobruslení | Mistrovství světa v krasobruslení               | Mistrovství světa v krasobruslení žen           | Mistrovství světa v krasobruslení žen           | Mistrovství světa v krasobruslení žen           | Mistrovství světa v krasobruslení sportovních dvojic | Mistrovství světa v krasobruslení sportovních dvojic | Mistrovství světa v krasobruslení sportovních dvojic |
| --------------------------------- | --------------------------------- | ----------------------------------------------- | ----------------------------------------------- | ----------------------------------------------- | ----------------------------------------------- | ---------------------------------------------------- | ---------------------------------------------------- | ---------------------------------------------------- |
| Pořadí                            | Rok                               | Hostitel                                        | Pořadí                                          | Rok                                             | Hostitel                                        | Pořadí                                               | Rok                                                  | Hostitel                                             |
| 1.                                | MS 1896                           | Petrohrad                                       |                                                 |                                                 |                                                 |                                                      |                                                      |                                                      |
| 2.                                | MS 1897                           | Stockholm                                       |                                                 |                                                 |                                                 |                                                      |                                                      |                                                      |
| 3.                                | MS 1898                           | Londýn                                          |                                                 |                                                 |                                                 |                                                      |                                                      |                                                      |
| 4.                                | MS 1899                           | Davos                                           |                                                 |                                                 |                                                 |                                                      |                                                      |                                                      |
| 5.                                | MS 1900                           | Davos                                           |                                                 |                                                 |                                                 |                                                      |                                                      |                                                      |
| 6.                                | MS 1901                           | Stockholm                                       |                                                 |                                                 |                                                 |                                                      |                                                      |                                                      |
| 7.                                | MS 1902                           | Londýn                                          |                                                 |                                                 |                                                 |                                                      |                                                      |                                                      |
| 8.                                | MS 1903                           | Petrohrad                                       |                                                 |                                                 |                                                 |                                                      |                                                      |                                                      |
| 9.                                | MS 1904                           | Berlín                                          |                                                 |                                                 |                                                 |                                                      |                                                      |                                                      |
| 10.                               | MS 1905                           | Stockholm                                       |                                                 |                                                 |                                                 |                                                      |                                                      |                                                      |
| 11.                               | MS 1906                           | Mnichov                                         | 1.                                              | MS 1906                                         | Davos                                           |                                                      |                                                      |                                                      |
| 12.                               | MS 1907                           | Vídeň                                           | 2.                                              | MS 1907                                         | Vídeň                                           |                                                      |                                                      |                                                      |
| 13.                               | MS 1908                           | Opava                                           | 3.                                              | MS 1908                                         | Opava                                           | 1.                                                   | MS 1908                                              | Petrohrad                                            |
| 14.                               | MS 1909                           | Stockholm                                       | 4.                                              | MS 1909                                         | Budapešť                                        | 2.                                                   | MS 1909                                              | Stockholm                                            |
| 15.                               | MS 1910                           | Davos                                           | 5.                                              | MS 1910                                         | Berlín                                          | 3.                                                   | MS 1910                                              | Berlín                                               |
| 16.                               | MS 1911                           | Berlín                                          | 6.                                              | MS 1911                                         | Vídeň                                           | 4.                                                   | MS 1911                                              | Vídeň                                                |
| 17.                               | MS 1912                           | Manchester                                      | 7.                                              | MS 1912                                         | Davos                                           | 5.                                                   | MS 1912                                              | Manchester                                           |
| 18.                               | MS 1913                           | Vídeň                                           | 8.                                              | MS 1913                                         | Stockholm                                       | 6.                                                   | MS 1913                                              | Stockholm                                            |
| 19.                               | MS 1914                           | Helsinki                                        | 9.                                              | MS 1914                                         | Svatý Mořic                                     | 7.                                                   | MS 1914                                              | Svatý Mořic                                          |
| 20.                               | MS 1922                           | Stockholm                                       | 10.                                             | MS 1922                                         | Stockholm                                       | 8.                                                   | MS 1922                                              | Davos                                                |
| 21.                               | MS 1923                           | Vídeň                                           | 11.                                             | MS 1923                                         | Vídeň                                           | 9.                                                   | MS 1923                                              | Oslo                                                 |
| 22.                               | MS 1924                           | Manchester                                      | 12.                                             | MS 1924                                         | Oslo                                            | 10.                                                  | MS 1924                                              | Manchester                                           |
| 23.                               | MS 1925                           | Vídeň                                           | 13.                                             | MS 1925                                         | Davos                                           | 11.                                                  | MS 1925                                              | Vídeň                                                |
| 24.                               | MS 1926                           | Berlín                                          | 14.                                             | MS 1926                                         | Stockholm                                       | 12.                                                  | MS 1926                                              | Berlín                                               |
| 25.                               | MS 1927                           | Davos                                           | 15.                                             | MS 1927                                         | Oslo                                            | 13.                                                  | MS 1927                                              | Vídeň                                                |
| 26.                               | MS 1928                           | Berlín                                          | 16.                                             | MS 1928                                         | Londýn                                          | 14.                                                  | MS 1928                                              | Londýn                                               |
| 27.                               | MS 1929                           | Londýn                                          | 17.                                             | MS 1929                                         | Budapešť                                        | 15.                                                  | MS 1929                                              | Budapešť                                             |
| 28.                               | MS 1930                           | New York                                        | New York                                        | New York                                        | New York                                        | New York                                             | New York                                             | New York                                             |
| 29.                               | MS 1931                           | Berlín                                          | Berlín                                          | Berlín                                          | Berlín                                          | Berlín                                               | Berlín                                               | Berlín                                               |
| 30.                               | MS 1932                           | Montreal                                        | Montreal                                        | Montreal                                        | Montreal                                        | Montreal                                             | Montreal                                             | Montreal                                             |
| 31.                               | MS 1933                           | Curych                                          | Curych                                          | Curych                                          | Curych                                          | Curych                                               | Curych                                               | Curych                                               |
| 32.                               | MS 1934                           | Stockholm                                       | Stockholm                                       | Stockholm                                       | Stockholm                                       | Stockholm                                            | Stockholm                                            | Stockholm                                            |
| 33.                               | MS 1935                           | Budapešť                                        | Budapešť                                        | Budapešť                                        | Budapešť                                        | Budapešť                                             | Budapešť                                             | Budapešť                                             |
| 34.                               | MS 1936                           | Paříž                                           | Paříž                                           | Paříž                                           | Paříž                                           | Paříž                                                | Paříž                                                | Paříž                                                |
| 35.                               | MS 1937                           | Vídeň                                           | Vídeň                                           | Vídeň                                           | Vídeň                                           | Vídeň                                                | Vídeň                                                | Vídeň                                                |
| 36.                               | MS 1938                           | Berlín                                          | Berlín                                          | Berlín                                          | Berlín                                          | Berlín                                               | Berlín                                               | Berlín                                               |
| 37.                               | MS 1939                           | Budapešť                                        | Budapešť                                        | Budapešť                                        | Budapešť                                        | Budapešť                                             | Budapešť                                             | Budapešť                                             |
| 38.                               | MS 1947                           | Stockholm                                       | Stockholm                                       | Stockholm                                       | Stockholm                                       | Stockholm                                            | Stockholm                                            | Stockholm                                            |
| 39.                               | MS 1948                           | Davos                                           | Davos                                           | Davos                                           | Davos                                           | Davos                                                | Davos                                                | Davos                                                |
| 40.                               | MS 1949                           | Paříž                                           | Paříž                                           | Paříž                                           | Paříž                                           | Paříž                                                | Paříž                                                | Paříž                                                |
| 41.                               | MS 1950                           | Londýn                                          | Londýn                                          | Londýn                                          | Londýn                                          | Londýn                                               | Londýn                                               | Londýn                                               |
| 42.                               | MS 1951                           | Milán                                           | Milán                                           | Milán                                           | Milán                                           | Milán                                                | Milán                                                | Milán                                                |
| 43.                               | MS 1952                           | Paříž                                           | Paříž                                           | Paříž                                           | Paříž                                           | Paříž                                                | Paříž                                                | Paříž                                                |
| 44.                               | MS 1953                           | Davos                                           | Davos                                           | Davos                                           | Davos                                           | Davos                                                | Davos                                                | Davos                                                |
| 45.                               | MS 1954                           | Oslo                                            | Oslo                                            | Oslo                                            | Oslo                                            | Oslo                                                 | Oslo                                                 | Oslo                                                 |
| 46.                               | MS 1955                           | Vídeň                                           | Vídeň                                           | Vídeň                                           | Vídeň                                           | Vídeň                                                | Vídeň                                                | Vídeň                                                |
| 47.                               | MS 1956                           | Garmisch-Partenkirchen                          | Garmisch-Partenkirchen                          | Garmisch-Partenkirchen                          | Garmisch-Partenkirchen                          | Garmisch-Partenkirchen                               | Garmisch-Partenkirchen                               | Garmisch-Partenkirchen                               |
| 48.                               | MS 1957                           | Colorado Springs                                | Colorado Springs                                | Colorado Springs                                | Colorado Springs                                | Colorado Springs                                     | Colorado Springs                                     | Colorado Springs                                     |
| 49.                               | MS 1958                           | Paříž                                           | Paříž                                           | Paříž                                           | Paříž                                           | Paříž                                                | Paříž                                                | Paříž                                                |
| 50.                               | MS 1959                           | Colorado Springs                                | Colorado Springs                                | Colorado Springs                                | Colorado Springs                                | Colorado Springs                                     | Colorado Springs                                     | Colorado Springs                                     |
| 51.                               | MS 1960                           | Vancouver                                       | Vancouver                                       | Vancouver                                       | Vancouver                                       | Vancouver                                            | Vancouver                                            | Vancouver                                            |
| -                                 | MS 1961                           | Praha                                           | Praha                                           | Praha                                           | Praha                                           | Praha                                                | Praha                                                | Praha                                                |
| 52.                               | MS 1962                           | Praha                                           | Praha                                           | Praha                                           | Praha                                           | Praha                                                | Praha                                                | Praha                                                |
| 53.                               | MS 1963                           | Cortina d'Ampezzo                               | Cortina d'Ampezzo                               | Cortina d'Ampezzo                               | Cortina d'Ampezzo                               | Cortina d'Ampezzo                                    | Cortina d'Ampezzo                                    | Cortina d'Ampezzo                                    |
| 54.                               | MS 1964                           | Dortmund                                        | Dortmund                                        | Dortmund                                        | Dortmund                                        | Dortmund                                             | Dortmund                                             | Dortmund                                             |
| 55.                               | MS 1965                           | Colorado Springs                                | Colorado Springs                                | Colorado Springs                                | Colorado Springs                                | Colorado Springs                                     | Colorado Springs                                     | Colorado Springs                                     |
| 56.                               | MS 1966                           | Davos                                           | Davos                                           | Davos                                           | Davos                                           | Davos                                                | Davos                                                | Davos                                                |
| 57.                               | MS 1967                           | Vídeň                                           | Vídeň                                           | Vídeň                                           | Vídeň                                           | Vídeň                                                | Vídeň                                                | Vídeň                                                |
| 58.                               | MS 1968                           | Ženeva                                          | Ženeva                                          | Ženeva                                          | Ženeva                                          | Ženeva                                               | Ženeva                                               | Ženeva                                               |
| 59.                               | MS 1969                           | Colorado Springs                                | Colorado Springs                                | Colorado Springs                                | Colorado Springs                                | Colorado Springs                                     | Colorado Springs                                     | Colorado Springs                                     |
| 60.                               | MS 1970                           | Lublaň                                          | Lublaň                                          | Lublaň                                          | Lublaň                                          | Lublaň                                               | Lublaň                                               | Lublaň                                               |
| 61.                               | MS 1971                           | Lyon                                            | Lyon                                            | Lyon                                            | Lyon                                            | Lyon                                                 | Lyon                                                 | Lyon                                                 |
| 62.                               | MS 1972                           | Calgary                                         | Calgary                                         | Calgary                                         | Calgary                                         | Calgary                                              | Calgary                                              | Calgary                                              |
| 63.                               | MS 1973                           | Bratislava                                      | Bratislava                                      | Bratislava                                      | Bratislava                                      | Bratislava                                           | Bratislava                                           | Bratislava                                           |
| 64.                               | MS 1974                           | Mnichov                                         | Mnichov                                         | Mnichov                                         | Mnichov                                         | Mnichov                                              | Mnichov                                              | Mnichov                                              |
| 65.                               | MS 1975                           | Colorado Springs                                | Colorado Springs                                | Colorado Springs                                | Colorado Springs                                | Colorado Springs                                     | Colorado Springs                                     | Colorado Springs                                     |
| 66.                               | MS 1976                           | Göteborg                                        | Göteborg                                        | Göteborg                                        | Göteborg                                        | Göteborg                                             | Göteborg                                             | Göteborg                                             |
| 67.                               | MS 1977                           | Tokio                                           | Tokio                                           | Tokio                                           | Tokio                                           | Tokio                                                | Tokio                                                | Tokio                                                |
| 68.                               | MS 1978                           | Ottawa                                          | Ottawa                                          | Ottawa                                          | Ottawa                                          | Ottawa                                               | Ottawa                                               | Ottawa                                               |
| 69.                               | MS 1979                           | Vídeň                                           | Vídeň                                           | Vídeň                                           | Vídeň                                           | Vídeň                                                | Vídeň                                                | Vídeň                                                |
| 70.                               | MS 1980                           | Dortmund                                        | Dortmund                                        | Dortmund                                        | Dortmund                                        | Dortmund                                             | Dortmund                                             | Dortmund                                             |
| 71.                               | MS 1981                           | Hartford                                        | Hartford                                        | Hartford                                        | Hartford                                        | Hartford                                             | Hartford                                             | Hartford                                             |
| 72.                               | MS 1982                           | Kodaň                                           | Kodaň                                           | Kodaň                                           | Kodaň                                           | Kodaň                                                | Kodaň                                                | Kodaň                                                |
| 73.                               | MS 1983                           | Helsinki                                        | Helsinki                                        | Helsinki                                        | Helsinki                                        | Helsinki                                             | Helsinki                                             | Helsinki                                             |
| 74.                               | MS 1984                           | Ottawa                                          | Ottawa                                          | Ottawa                                          | Ottawa                                          | Ottawa                                               | Ottawa                                               | Ottawa                                               |
| 75.                               | MS 1985                           | Tokio                                           | Tokio                                           | Tokio                                           | Tokio                                           | Tokio                                                | Tokio                                                | Tokio                                                |
| 76.                               | MS 1986                           | Ženeva                                          | Ženeva                                          | Ženeva                                          | Ženeva                                          | Ženeva                                               | Ženeva                                               | Ženeva                                               |
| 77.                               | MS 1987                           | Cincinnati                                      | Cincinnati                                      | Cincinnati                                      | Cincinnati                                      | Cincinnati                                           | Cincinnati                                           | Cincinnati                                           |
| 78.                               | MS 1988                           | Budapešť                                        | Budapešť                                        | Budapešť                                        | Budapešť                                        | Budapešť                                             | Budapešť                                             | Budapešť                                             |
| 79.                               | MS 1989                           | Paříž                                           | Paříž                                           | Paříž                                           | Paříž                                           | Paříž                                                | Paříž                                                | Paříž                                                |
| 80.                               | MS 1990                           | Halifax                                         | Halifax                                         | Halifax                                         | Halifax                                         | Halifax                                              | Halifax                                              | Halifax                                              |
| 81.                               | MS 1991                           | Mnichov                                         | Mnichov                                         | Mnichov                                         | Mnichov                                         | Mnichov                                              | Mnichov                                              | Mnichov                                              |
| 82.                               | MS 1992                           | Oakland                                         | Oakland                                         | Oakland                                         | Oakland                                         | Oakland                                              | Oakland                                              | Oakland                                              |
| 83.                               | MS 1993                           | Praha                                           | Praha                                           | Praha                                           | Praha                                           | Praha                                                | Praha                                                | Praha                                                |
| 84.                               | MS 1994                           | Čiba                                            | Čiba                                            | Čiba                                            | Čiba                                            | Čiba                                                 | Čiba                                                 | Čiba                                                 |
| 85.                               | MS 1995                           | Birmingham                                      | Birmingham                                      | Birmingham                                      | Birmingham                                      | Birmingham                                           | Birmingham                                           | Birmingham                                           |
| 86.                               | MS 1996                           | Edmonton                                        | Edmonton                                        | Edmonton                                        | Edmonton                                        | Edmonton                                             | Edmonton                                             | Edmonton                                             |
| 87.                               | MS 1997                           | Lausanne                                        | Lausanne                                        | Lausanne                                        | Lausanne                                        | Lausanne                                             | Lausanne                                             | Lausanne                                             |
| 88.                               | MS 1998                           | Minneapolis                                     | Minneapolis                                     | Minneapolis                                     | Minneapolis                                     | Minneapolis                                          | Minneapolis                                          | Minneapolis                                          |
| 89.                               | MS 1999                           | Helsinki                                        | Helsinki                                        | Helsinki                                        | Helsinki                                        | Helsinki                                             | Helsinki                                             | Helsinki                                             |
| 90.                               | MS 2000                           | Nice                                            | Nice                                            | Nice                                            | Nice                                            | Nice                                                 | Nice                                                 | Nice                                                 |
| 91.                               | MS 2001                           | Vancouver                                       | Vancouver                                       | Vancouver                                       | Vancouver                                       | Vancouver                                            | Vancouver                                            | Vancouver                                            |
| 92.                               | MS 2002                           | Nagano                                          | Nagano                                          | Nagano                                          | Nagano                                          | Nagano                                               | Nagano                                               | Nagano                                               |
| 93.                               | MS 2003                           | Washington, D.C.                                | Washington, D.C.                                | Washington, D.C.                                | Washington, D.C.                                | Washington, D.C.                                     | Washington, D.C.                                     | Washington, D.C.                                     |
| 94.                               | MS 2004                           | Dortmund                                        | Dortmund                                        | Dortmund                                        | Dortmund                                        | Dortmund                                             | Dortmund                                             | Dortmund                                             |
| 95.                               | MS 2005                           | Moskva                                          | Moskva                                          | Moskva                                          | Moskva                                          | Moskva                                               | Moskva                                               | Moskva                                               |
| 96.                               | MS 2006                           | Calgary                                         | Calgary                                         | Calgary                                         | Calgary                                         | Calgary                                              | Calgary                                              | Calgary                                              |
| 97.                               | MS 2007                           | Tokio                                           | Tokio                                           | Tokio                                           | Tokio                                           | Tokio                                                | Tokio                                                | Tokio                                                |
| 98.                               | MS 2008                           | Göteborg                                        | Göteborg                                        | Göteborg                                        | Göteborg                                        | Göteborg                                             | Göteborg                                             | Göteborg                                             |
| 99.                               | MS 2009                           | Los Angeles                                     | Los Angeles                                     | Los Angeles                                     | Los Angeles                                     | Los Angeles                                          | Los Angeles                                          | Los Angeles                                          |
| 100.                              | MS 2010                           | Turín                                           | Turín                                           | Turín                                           | Turín                                           | Turín                                                | Turín                                                | Turín                                                |
| 101.                              | MS 2011                           | Moskva                                          | Moskva                                          | Moskva                                          | Moskva                                          | Moskva                                               | Moskva                                               | Moskva                                               |
| 102.                              | MS 2012                           | Nice                                            | Nice                                            | Nice                                            | Nice                                            | Nice                                                 | Nice                                                 | Nice                                                 |
| 103.                              | MS 2013                           | London                                          | London                                          | London                                          | London                                          | London                                               | London                                               | London                                               |
| 104.                              | MS 2014                           | Saitama                                         | Saitama                                         | Saitama                                         | Saitama                                         | Saitama                                              | Saitama                                              | Saitama                                              |
| 105.                              | MS 2015                           | Šanghaj                                         | Šanghaj                                         | Šanghaj                                         | Šanghaj                                         | Šanghaj                                              | Šanghaj                                              | Šanghaj                                              |
| 106.                              | MS 2016                           | Boston                                          | Boston                                          | Boston                                          | Boston                                          | Boston                                               | Boston                                               | Boston                                               |
| 107.                              | MS 2017                           | Helsinky                                        | Helsinky                                        | Helsinky                                        | Helsinky                                        | Helsinky                                             | Helsinky                                             | Helsinky                                             |
| 108.                              | MS 2018                           | Milán                                           | Milán                                           | Milán                                           | Milán                                           | Milán                                                | Milán                                                | Milán                                                |
| 109.                              | MS 2019                           | Saitama                                         | Saitama                                         | Saitama                                         | Saitama                                         | Saitama                                              | Saitama                                              | Saitama                                              |
| 110.                              | MS 2020                           | Montréal Zrušeno v důsledku pandemie covidu-19. | Montréal Zrušeno v důsledku pandemie covidu-19. | Montréal Zrušeno v důsledku pandemie covidu-19. | Montréal Zrušeno v důsledku pandemie covidu-19. | Montréal Zrušeno v důsledku pandemie covidu-19.      | Montréal Zrušeno v důsledku pandemie covidu-19.      | Montréal Zrušeno v důsledku pandemie covidu-19.      |
| 111.                              | MS 2021                           | Stockholm                                       | Stockholm                                       | Stockholm                                       | Stockholm                                       | Stockholm                                            | Stockholm                                            | Stockholm                                            |
| 112.                              | MS 2022                           | Montpellier                                     | Montpellier                                     | Montpellier                                     | Montpellier                                     | Montpellier                                          | Montpellier                                          | Montpellier                                          |
| 113.                              | MS 2023                           | Saitama                                         | Saitama                                         | Saitama                                         | Saitama                                         | Saitama                                              | Saitama                                              | Saitama                                              |
| 114.                              | MS 2024                           | Montréal                                        | Montréal                                        | Montréal                                        | Montréal                                        | Montréal                                             | Montréal                                             | Montréal                                             |
| 115.                              | MS 2025                           | Boston                                          | Boston                                          | Boston                                          | Boston                                          | Boston                                               | Boston                                               | Boston                                               |
| 116.                              | MS 2026                           | Praha                                           | Praha                                           | Praha                                           | Praha                                           | Praha                                                | Praha                                                | Praha                                                |